# Régnard Peaks
Die Régnard Peaks (französisch Sommets Régnard) sind eine Gruppe abgerundeter, verschneiter und bis zu 1220 m hoher Berge an der Graham-Küste des Grahamlands auf der Antarktischen Halbinsel. Sie ragen 5 km nördlich des Mount Peary auf.
Teilnehmer der Fünften Französischen Antarktisexpedition (1908–1910) unter der Leitung des Polarforschers Jean-Baptiste Charcot entdeckten sie. Charcot benannte sie nach dem französischen Mediziner Paul Marie Léon Regnard [sic!] (1850–1927), der mit seinem Vater Jean-Martin Charcot zusammengearbeitet hatte. Das Advisory Committee on Antarctic Names übertrug die französische Benennung 1956 ins Englische.